# Вулиця Ярмаркова (Бровари)
Ву́лиця Ярмарко́ва — вулиця у місті Бровари Київської області.

## Опис
Вулиця має протяжність близько 280-ти метрів. Забудова — переважно приватна садибна; на початку вулиці з парного боку (праворуч) розташований ринок та інші нежитлові малоповерхові приміщення.

## Розміщення
Вулиця Ярмаркова розміщена у старому місті на Пекарні. Починається від вулиці Зазимський шлях та безіменної площі; закінчується — на території школи № 3. Вулицю Ярмаркову перетинає вулиця Відродження. До вулиці Ярмаркової не примикає жодна вулиця, окрім як на її початку.

## Об'єкти
- Поруч з вулицею, в її середній частині, на перетині з вулицею Відродження, розташована стара водонапірна башта (вулиця Ремонтників, 9)[1];
- на перетині з вулицею Відродження розташоване місце, де ховали померлих під час Голодомору 1932—33 років; на перехресті з 2008 року стоїть пам'ятний хрест;
- в кінці вулиці Ярмаркової розташована школа № 3 (вулиця Благодатна, 80).

## Історія
У 1956 році дорога відома як Нова № 10. Із 26 квітня 1956 року називалася провулком Фрунзе. До 2015 року була вулицею Фрунзе. — на честь радянського державного та військового діяча Михайла Фрунзе. Сучасна назва із 25 грудня 2015 року — Ярмаркова — на честь урочища Ярмалковища, в межах якого лежить вулиця, та на честь давнього ринку, розміщеного поруч.